# Vrćenovica
Vrćenovica (cyr. Врћеновица) – wieś w Serbii, w okręgu niszawskim, w gminie Aleksinac. W 2011 roku liczyła 380 mieszkańców.